# San Rafael del Norte
San Rafael del Norte là một khu tự quản thuộc tỉnh Jinotega, Nicaragua. Khu tự quản San Rafael del Norte có diện tích 233 ki lô mét vuông. Đến thời điểm năm 2005, huyện San Rafael del Norte có dân số 17789 người.